# UEFA Nations League 2018–19 (hạng đấu C)
UEFA Nations League 2018-19 Hạng C là phân hạng thứ ba của UEFA Nations League mùa giải 2018-19, mùa giải đầu tiên của giải thi đấu bóng đá quốc tế với sự tham gia của các đội tuyển quốc gia nam của 55 thành viên hiệp hội UEFA. Ban đầu, 4 đội nhất bảng của Hạng C sẽ được lên Hạng B còn 4 đội cuối bảng sẽ phải xuống Hạng D của UEFA Nations League 2020-21. Nhưng sau đó UEFA đã có sự điều chỉnh, 8 đội nhất bảng và nhì bảng sẽ được lên Hạng B, còn 4 đội cuối bảng không bị xuống hạng.

## Thể thức

### Hạt giống
Các đội tuyển sẽ được phân bổ cho Hạng C theo hệ số đội tuyển quốc gia châu Âu của họ sau khi kết thúc của vòng bảng vòng loại giải vô địch bóng đá thế giới 2018 vào ngày 11 tháng 10 năm 2017. Các đội tuyển sẽ được chia thành bốn nhóm (3 nhóm 4 đội và 1 nhóm 3 đội thấp nhất), được sắp xếp dựa trên hệ số đội tuyển quốc gia châu Âu của họ. Do hạn chế địa điểm thi đấu vào mùa đông, một bảng không chứa quá 2 đội Na Uy, Phần Lan, Estonia, Lithuania.
Lễ bốc thăm bảng sẽ diễn ra tại Trung tâm hội nghị SwissTech ở Lausanne, Thụy Sĩ vào ngày 24 tháng 1 năm 2018.
| Đội tuyển | Hệ số  | Hạng |
| --------- | ------ | ---- |
| Hungary   | 26,486 | 25   |
| România   | 26,057 | 26   |
| Scotland  | 25,662 | 27   |
| Slovenia  | 25,148 | 28   |

| Đội tuyển | Hệ số  | Hạng |
| --------- | ------ | ---- |
| Hy Lạp    | 24,931 | 29   |
| Serbia    | 24,847 | 30   |
| Albania   | 24,430 | 31   |
| Na Uy     | 24,208 | 32   |

| Đội tuyển  | Hệ số  | Hạng |
| ---------- | ------ | ---- |
| Montenegro | 23,912 | 33   |
| Israel     | 22,792 | 34   |
| Bulgaria   | 22,091 | 35   |
| Phần Lan   | 20,501 | 36   |

| Đội tuyển | Hệ số  | Hạng |
| --------- | ------ | ---- |
| Síp       | 19,491 | 37   |
| Estonia   | 19,441 | 38   |
| Litva     | 18,101 | 39   |

## Các bảng
Danh sách lịch thi đấu được UEFA xác nhận vào ngày 24 tháng 1 năm 2018 sau lễ bốc thăm. Thời gian là CET/CEST, như được liệt kê bởi UEFA (giờ địa phương, nếu khác nhau, nằm trong dấu ngoặc đơn).

### Bảng 1
| VT | Đội      | ST | T | H | B | BT | BB | HS | Đ | Thăng hạng             |  | Scotland | Israel | Albania |
| -- | -------- | -- | - | - | - | -- | -- | -- | - | ---------------------- |  | -------- | ------ | ------- |
| 1  | Scotland | 4  | 3 | 0 | 1 | 10 | 4  | +6 | 9 | Giành quyền lên Hạng B |  | —        | 3–2    | 2–0     |
| 2  | Israel   | 4  | 2 | 0 | 2 | 6  | 5  | +1 | 6 | Giành quyền lên Hạng B |  | 2–1      | —      | 2–0     |
| 3  | Albania  | 4  | 1 | 0 | 3 | 1  | 8  | −7 | 3 |                        |  | 0–4      | 1–0    | —       |

1. ↑  Do sự thay đổi thể thức cho UEFA Nations League 2020–21, không có đội nào bị xuống hạng và các đội xếp thứ hai trong mỗi bảng cũng được thăng hạng.

| Albania     | 1–0      | Israel |
| ----------- | -------- | ------ |
| - Xhaka 55' | Chi tiết |        |

| Scotland                             | 2–0      | Albania |
| ------------------------------------ | -------- | ------- |
| - Djimsiti 47' (l.n.) - Naismith 68' | Chi tiết |         |

| Israel                            | 2–1      | Scotland              |
| --------------------------------- | -------- | --------------------- |
| - Peretz 52' - Tierney 75' (l.n.) | Chi tiết | - Mulgrew 25' (ph.đ.) |

| Israel                | 2–0      | Albania |
| --------------------- | -------- | ------- |
| - Hemed 8' - Saba 83' | Chi tiết |         |

| Albania | 0–4      | Scotland                                                 |
| ------- | -------- | -------------------------------------------------------- |
|         | Chi tiết | - Fraser 14' - Fletcher 45+2' (ph.đ.) - Forrest 55', 67' |

| Scotland                | 3–2      | Israel                    |
| ----------------------- | -------- | ------------------------- |
| - Forrest 34', 43', 64' | Chi tiết | - Kayal 9' - Zahavi 75'ô= |

### Bảng 2
| VT | Đội      | ST | T | H | B | BT | BB | HS | Đ  | Thăng hạng             |     | Phần Lan | Hungary | Hy Lạp | Estonia |
| -- | -------- | -- | - | - | - | -- | -- | -- | -- | ---------------------- | --- | -------- | ------- | ------ | ------- |
| 1  | Phần Lan | 6  | 4 | 0 | 2 | 5  | 3  | +2 | 12 | Giành quyền lên Hạng B |     | —        | 1–0     | 2–0    | 1–0     |
| 2  | Hungary  | 6  | 3 | 1 | 2 | 9  | 6  | +3 | 10 | Giành quyền lên Hạng B |     | 2–0      | —       | 2–1    | 2–0     |
| 3  | Hy Lạp   | 6  | 3 | 0 | 3 | 4  | 5  | −1 | 9  |                        |     | 1–0      | 1–0     | —      | 0–1     |
| 4  | Estonia  | 6  | 1 | 1 | 4 | 4  | 8  | −4 | 4  |                        | 0–1 | 3–3      | 0–1     | —      |         |

1. ↑  Do sự thay đổi thể thức cho UEFA Nations League 2020–21, không có đội nào bị xuống hạng và các đội xếp thứ hai trong mỗi bảng cũng được thăng hạng.

| Phần Lan   | 1–0      | Hungary |
| ---------- | -------- | ------- |
| - Pukki 7' | Chi tiết |         |

| Estonia | 0–1      | Hy Lạp          |
| ------- | -------- | --------------- |
|         | Chi tiết | - Fortounis 14' |

| Hungary                         | 2–1      | Hy Lạp        |
| ------------------------------- | -------- | ------------- |
| - Sallai 15' - Kleinheisler 43' | Chi tiết | - Manolas 18' |

| Phần Lan    | 1–0      | Estonia |
| ----------- | -------- | ------- |
| - Pukki 12' | Chi tiết |         |

| Hy Lạp          | 1–0      | Hungary |
| --------------- | -------- | ------- |
| - Mitroglou 65' | Chi tiết |         |

| Estonia | 0–1      | Phần Lan      |
| ------- | -------- | ------------- |
|         | Chi tiết | - Pukki 90+1' |

| Estonia                                    | 3–3      | Hungary                         |
| ------------------------------------------ | -------- | ------------------------------- |
| - Luts 20' - Pátkai 70' (l.n.) - Anier 79' | Chi tiết | - D. Nagy 24' - Szalai 54', 81' |

| Phần Lan                 | 2–0      | Hy Lạp |
| ------------------------ | -------- | ------ |
| - Soiri 46' - Kamara 89' | Chi tiết |        |

| Hungary                 | 2–0      | Estonia |
| ----------------------- | -------- | ------- |
| - Orban 8' - Szalai 69' | Chi tiết |         |

| Hy Lạp                | 1–0      | Phần Lan |
| --------------------- | -------- | -------- |
| - Granlund 25' (l.n.) | Chi tiết |          |

| Hungary                    | 2–0      | Phần Lan |
| -------------------------- | -------- | -------- |
| - Szalai 29' - Á. Nagy 37' | Chi tiết |          |

| Hy Lạp | 0–1      | Estonia                   |
| ------ | -------- | ------------------------- |
|        | Chi tiết | - Lambropoulos 44' (l.n.) |

### Bảng 3
| VT | Đội      | ST | T | H | B | BT | BB | HS | Đ  | Thăng hạng             |     | Na Uy | Bulgaria | Cộng hòa Síp | Slovenia |
| -- | -------- | -- | - | - | - | -- | -- | -- | -- | ---------------------- | --- | ----- | -------- | ------------ | -------- |
| 1  | Na Uy    | 6  | 4 | 1 | 1 | 7  | 2  | +5 | 13 | Giành quyền lên Hạng B |     | —     | 1–0      | 2–0          | 1–0      |
| 2  | Bulgaria | 6  | 3 | 2 | 1 | 7  | 5  | +2 | 11 | Giành quyền lên Hạng B |     | 1–0   | —        | 2–1          | 1–1      |
| 3  | Síp      | 6  | 1 | 2 | 3 | 5  | 9  | −4 | 5  |                        |     | 0–2   | 1–1      | —            | 2–1      |
| 4  | Slovenia | 6  | 0 | 3 | 3 | 5  | 8  | −3 | 3  |                        | 1–1 | 1–2   | 1–1      | —            |          |

1. ↑  Do sự thay đổi thể thức cho UEFA Nations League 2020–21, không có đội nào bị xuống hạng và các đội xếp thứ hai trong mỗi bảng cũng được thăng hạng.

| Slovenia   | 1–2      | Bulgaria        |
| ---------- | -------- | --------------- |
| - Zajc 40' | Chi tiết | - Kraev 3', 59' |

| Na Uy               | 2–0      | Síp |
| ------------------- | -------- | --- |
| - Johansen 21', 43' | Chi tiết |     |

| Bulgaria      | 1–0      | Na Uy |
| ------------- | -------- | ----- |
| - Vasilev 59' | Chi tiết |       |

| Síp                                    | 2–1      | Slovenia    |
| -------------------------------------- | -------- | ----------- |
| - Sotiriou 69' - Stojanović 89' (l.n.) | Chi tiết | - Berić 54' |

| Na Uy          | 1–0      | Slovenia |
| -------------- | -------- | -------- |
| - Selnæs 45+5' | Chi tiết |          |

| Bulgaria                     | 2–1      | Síp            |
| ---------------------------- | -------- | -------------- |
| - Despodov 59' - Nedelev 68' | Chi tiết | - Kastanos 41' |

| Na Uy             | 1–0      | Bulgaria |
| ----------------- | -------- | -------- |
| - Elyounoussi 31' | Chi tiết |          |

| Slovenia     | 1–1      | Síp            |
| ------------ | -------- | -------------- |
| - Skubic 83' | Chi tiết | - Papoulis 37' |

| Síp             | 1–1      | Bulgaria               |
| --------------- | -------- | ---------------------- |
| - Zachariou 24' | Chi tiết | - Dimitrov 89' (ph.đ.) |

| Slovenia    | 1–1      | Na Uy         |
| ----------- | -------- | ------------- |
| - Verbič 9' | Chi tiết | - Johnsen 85' |

| Bulgaria     | 1–1      | Slovenia   |
| ------------ | -------- | ---------- |
| - Ivanov 68' | Chi tiết | - Zajc 75' |

| Síp | 0–2      | Na Uy             |
| --- | -------- | ----------------- |
|     | Chi tiết | - Kamara 36', 48' |

### Bảng 4
| VT | Đội        | ST | T | H | B | BT | BB | HS  | Đ  | Thăng hạng             |     | Serbia | România | Montenegro | Litva |
| -- | ---------- | -- | - | - | - | -- | -- | --- | -- | ---------------------- | --- | ------ | ------- | ---------- | ----- |
| 1  | Serbia     | 6  | 4 | 2 | 0 | 11 | 4  | +7  | 14 | Giành quyền lên Hạng B |     | —      | 2–2     | 2–1        | 4–1   |
| 2  | România    | 6  | 3 | 3 | 0 | 8  | 3  | +5  | 12 | Giành quyền lên Hạng B |     | 0–0    | —       | 0–0        | 3–0   |
| 3  | Montenegro | 6  | 2 | 1 | 3 | 7  | 6  | +1  | 7  |                        |     | 0–2    | 0–1     | —          | 2–0   |
| 4  | Litva      | 6  | 0 | 0 | 6 | 3  | 16 | −13 | 0  |                        | 0–1 | 1–2    | 1–4     | —          |       |

1. ↑  Do sự thay đổi thể thức cho UEFA Nations League 2020–21, không có đội nào bị xuống hạng và các đội xếp thứ hai trong mỗi bảng cũng được thăng hạng.

| Litva | 0–1      | Serbia              |
| ----- | -------- | ------------------- |
|       | Chi tiết | - Tadić 38' (ph.đ.) |

| România | 0–0      | Montenegro |
| ------- | -------- | ---------- |
|         | Chi tiết |            |

| Serbia              | 2–2      | România                              |
| ------------------- | -------- | ------------------------------------ |
| - Mitrović 26', 63' | Chi tiết | - Stanciu 48' (ph.đ.) - Țucudean 68' |

| Montenegro                         | 2–0      | Litva |
| ---------------------------------- | -------- | ----- |
| - Savić 34' (ph.đ.) - Janković 36' | Chi tiết |       |

| Litva       | 1–2      | România                     |
| ----------- | -------- | --------------------------- |
| - Žulpa 90' | Chi tiết | - Chipciu 13' - Maxim 90+4' |

| Montenegro | 0–2      | Serbia                      |
| ---------- | -------- | --------------------------- |
|            | Chi tiết | - Mitrović 18' (ph.đ.), 81' |

| România | 0–0      | Serbia |
| ------- | -------- | ------ |
|         | Chi tiết |        |

| Litva           | 1–4      | Montenegro                                              |
| --------------- | -------- | ------------------------------------------------------- |
| - Baravykas 88' | Chi tiết | - Mugoša 10', 45+1' (ph.đ.) - Kopitović 35' - Zorić 86' |

| Serbia                      | 2–1      | Montenegro   |
| --------------------------- | -------- | ------------ |
| - Ljajić 30' - Mitrović 32' | Chi tiết | - Mugoša 70' |

| România                                | 3–0      | Litva |
| -------------------------------------- | -------- | ----- |
| - Pușcaș 7' - Keșerü 47' - Stanciu 65' | Chi tiết |       |

| Serbia                                                        | 4–1      | Litva             |
| ------------------------------------------------------------- | -------- | ----------------- |
| - Žulpa 51' (l.n.) - Mitrović 58' - Prijović 71' - Ljajić 74' | Chi tiết | - Petravičius 64' |

| Montenegro | 0–1      | România        |
| ---------- | -------- | -------------- |
|            | Chi tiết | - Țucudean 44' |

## Cầu thủ ghi bàn
Đang có 92 bàn thắng ghi được trong 42 trận đấu, trung bình 2.19 bàn thắng mỗi trận đấu.
6 bàn thắng
- Aleksandar Mitrović

5 bàn thắng
- James Forrest

4 bàn thắng
- Ádám Szalai

3 bàn thắng
- Teemu Pukki
- Stefan Mugoša

2 bàn thắng
- Bozhidar Kraev
- Stefan Johansen
- Ola Kamara
- Nicolae Stanciu
- George Țucudean
- Adem Ljajić
- Miha Zajc

1 bàn thắng
- Taulant Xhaka
- Kiril Despodov
- Nikolay Dimitrov
- Galin Ivanov
- Todor Nedelev
- Radoslav Vasilev
- Grigoris Kastanos
- Fotios Papoulis
- Pieros Sotiriou
- Panagiotis Zachariou
- Henri Anier
- Siim Luts
- Glen Kamara
- Pyry Soiri
- Kostas Fortounis
- Kostas Manolas
- Kostas Mitroglou
- László Kleinheisler
- Ádám Nagy
- Dominik Nagy
- Willi Orban
- Roland Sallai
- Tomer Hemed
- Beram Kayal
- Dor Peretz
- Dia Saba
- Eran Zahavi
- Rolandas Baravykas
- Deimantas Petravičius
- Artūras Žulpa
- Marko Janković
- Boris Kopitović
- Stefan Savić
- Darko Zorić
- Mohamed Elyounoussi
- Bjørn Maars Johnsen
- Ole Selnæs
- Alexandru Chipciu
- Claudiu Keșerü
- Alexandru Maxim
- George Pușcaș
- Steven Fletcher
- Ryan Fraser
- Charlie Mulgrew
- Steven Naismith
- Aleksandar Prijović
- Dušan Tadić
- Robert Berić
- Nejc Skubic
- Benjamin Verbič

1 bàn phản lưới nhà
- Berat Djimsiti (trong trận gặp Scotland)
- Albin Granlund (trong trận gặp Hy Lạp)
- Vassilis Lambropoulos (trong trận gặp Estonia)
- Máté Pátkai (trong trận gặp Estonia)
- Artūras Žulpa (trong trận gặp Serbia)
- Kieran Tierney (trong trận gặp Israel)
- Petar Stojanović (trong trận gặp Síp)

## Bảng xếp hạng tổng thể
15 đội tuyển Hạng C sẽ được xếp hạng tổng thể từ thứ 25 đến thứ 39 trong UEFA Nations League 2018-19 theo các quy tắc sau đây:
- Các đội tuyển kết thúc thứ nhất trong các bảng sẽ được xếp hạng từ thứ 25 đến thứ 28 theo kết quả của giai đoạn giải đấu, loại trừ kết quả so với các đội xếp thứ 4.
- Các đội tuyển kết thúc thứ hai trong các bảng sẽ được xếp hạng từ thứ 29 đến thứ 32 theo kết quả của giai đoạn giải đấu, loại trừ kết quả so với các đội xếp thứ 4.
- Các đội tuyển kết thúc thứ ba trong các bảng sẽ được xếp hạng từ thứ 33 đến thứ 36 theo kết quả của giai đoạn giải đấu, loại trừ kết quả so với các đội xếp thứ 4.
- Các đội tuyển kết thúc thứ tư trong các bảng sẽ được xếp hạng từ thứ 37 đến thứ 39 theo kết quả của giai đoạn giải đấu.

| XH | Bg | Đội        | ST | T | H | B | BT | BB | HS  | Đ |
| -- | -- | ---------- | -- | - | - | - | -- | -- | --- | - |
| 25 | C1 | Scotland   | 4  | 3 | 0 | 1 | 10 | 4  | +6  | 9 |
| 26 | C3 | Na Uy      | 4  | 3 | 0 | 1 | 5  | 1  | +4  | 9 |
| 27 | C4 | Serbia     | 4  | 2 | 2 | 0 | 6  | 3  | +3  | 8 |
| 28 | C2 | Phần Lan   | 4  | 2 | 0 | 2 | 3  | 3  | 0   | 6 |
|    |    |            |    |   |   |   |    |    |     |   |
| 29 | C3 | Bulgaria   | 4  | 2 | 1 | 1 | 4  | 3  | +1  | 7 |
| 30 | C1 | Israel     | 4  | 2 | 0 | 2 | 6  | 5  | +1  | 6 |
| 31 | C2 | Hungary    | 4  | 2 | 0 | 2 | 4  | 3  | +1  | 6 |
| 32 | C4 | România    | 4  | 1 | 3 | 0 | 3  | 2  | +1  | 6 |
|    |    |            |    |   |   |   |    |    |     |   |
| 33 | C2 | Hy Lạp     | 4  | 2 | 0 | 2 | 3  | 4  | −1  | 6 |
| 34 | C1 | Albania    | 4  | 1 | 0 | 3 | 1  | 8  | −7  | 3 |
| 35 | C4 | Montenegro | 4  | 0 | 1 | 3 | 1  | 5  | −4  | 1 |
| 36 | C3 | Síp        | 4  | 0 | 1 | 3 | 2  | 7  | −5  | 1 |
|    |    |            |    |   |   |   |    |    |     |   |
| 37 | C2 | Estonia    | 6  | 1 | 1 | 4 | 4  | 8  | −4  | 4 |
| 38 | C3 | Slovenia   | 6  | 0 | 3 | 3 | 5  | 8  | −3  | 3 |
| 39 | C4 | Litva      | 6  | 0 | 0 | 6 | 3  | 16 | −13 | 0 |

## Play-off vòng loại
Bốn đội tuyển tốt nhất trong Hạng C theo bảng xếp hạng tổng thể mà không vượt qua vòng loại cho Giải vô địch bóng đá châu Âu 2020 thông qua vòng bảng vòng loại sẽ tham dự trong vòng play-off, với đội thắng vòng loại cho Hạng Chung kết. Nếu có ít hơn bốn đội trong Hạng C mà không vượt qua vòng loại, các suất vé còn lại được phân bổ cho các đội tuyển từ hạng khác, theo bảng xếp hạng tổng thể.
| Hạng  | Đội tuyển   |
| ----- | ----------- |
| 25 GW | Scotland[H] |
| 26 GW | Na Uy       |
| 27 GW | Serbia      |
| 28 GW | Phần Lan    |
| 29    | Bulgaria    |
| 30    | Israel      |
| 31    | Hungary[H]  |
| 32    | România[H]  |
| 33    | Hy Lạp      |
| 34    | Albania     |
| 35    | Montenegro  |
| 36    | Síp         |
| 37    | Estonia     |
| 38    | Slovenia    |
| 39    | Litva       |